# Río Ceballos

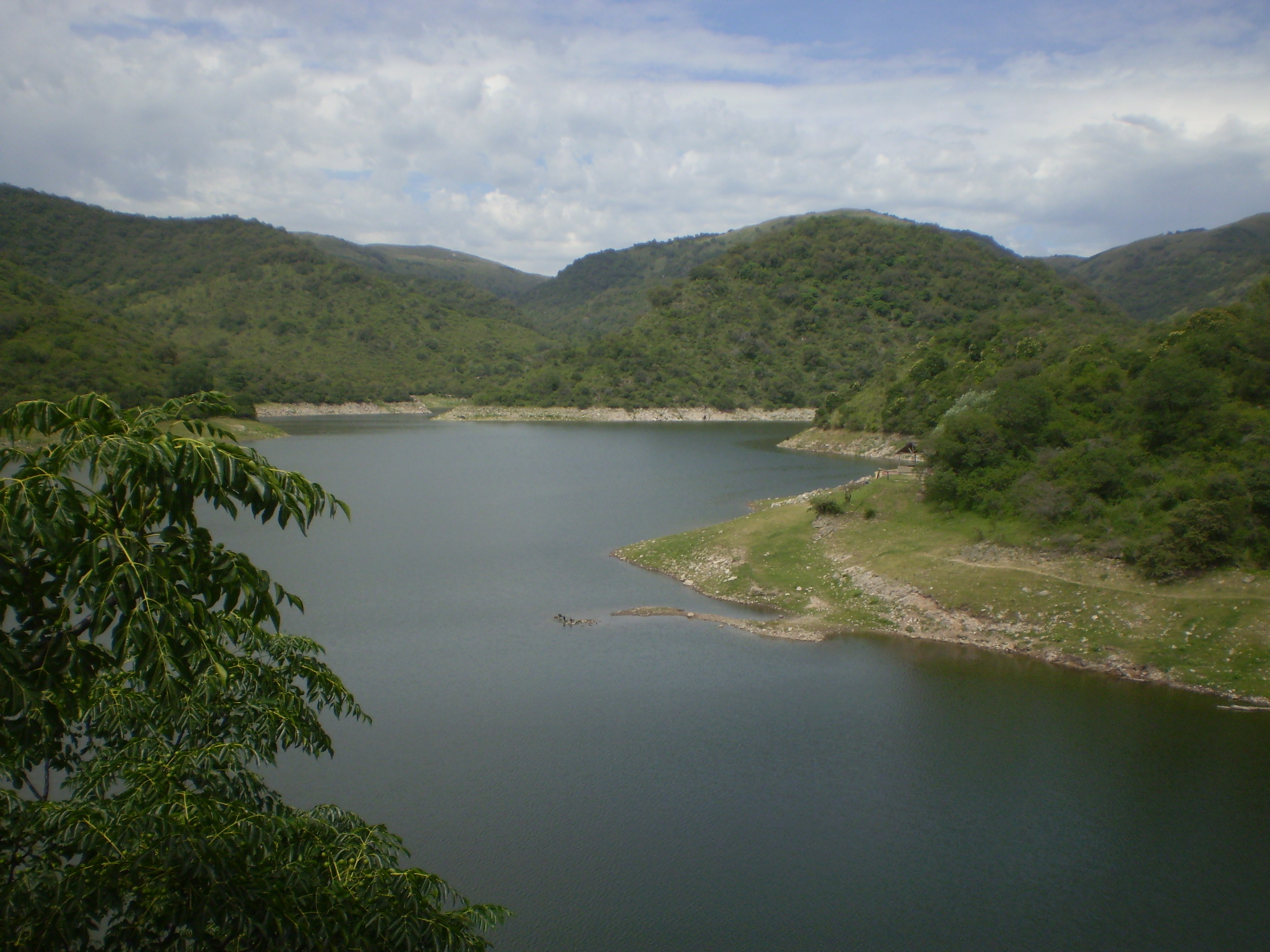
Rivier bij Río Ceballos

Río Ceballos is een plaats in het Argentijnse bestuurlijke gebied Colón in de provincie Córdoba. De plaats telt 16.632 inwoners.

## Geboren
- Héctor Baldassi (1966), voetbalscheidsrechter